# Cynthia Leitich Smith
Cynthia Leitich Smith, nacida en Kansas City en 1967, es una escritora estadounidense, autora de libros de ficción para niños y jóvenes.
Es una amerindia, de la tribu de los Creek, y escribe ficción para los niños centrados en las vidas de los indios americanos de hoy en día. Estos libros se enseñan extensamente por parte de los profesores de escuela elemental, media, secundaria, y aulas de clase de la Universidad. Además, Smith escribe libros imaginarios, libros divertidos de dibujos y álbumes ilustrados, así como de fantasía gótica, para edades desde 14 años en adelante.

## Obra publicada
- 2000: Jingle Dancer.
- 2001: Rain is Not My Indian Name.
- 2002: Indian Shoes.
- 2006: Santa Knows.
- 2007: Tantalize.
- 2009: Eternal.

### Relatos cortos
- 2003: The Gentleman Cowboy, en Period Pieces: Stories for Girls.
- 2003: The Naked Truth en In My Grandmother's House: Award-Winning Authors tell Stories about their Grandmothers.
- 2005: A Real-Live Blonde Cherokee and His Equally Annoyed Soul Mate, en Moccasin Thunder.
- 2005: Riding With Rosa en Cicada (revista literaria)-